# 유니터리 군
수학에서 유니터리 군(영어: unitary group)은 유니터리 행렬의 리 군이다. 기호는 {\displaystyle U(n)}.

## 정의
복소수 힐베르트 공간 {\displaystyle {\mathcal {H}}}가 주어졌을 때, 유니터리 군 {\displaystyle \operatorname {U} ({\mathcal {H}})}는 {\displaystyle {\mathcal {H}}} 위의 유니터리 작용소들의 군이다.
만약 {\displaystyle {\mathcal {H}}}가 {\displaystyle n} 차원 힐베르트 공간일 경우, 그 위의 유니터리 군은 {\displaystyle \operatorname {U} (n)}으로 쓴다. 이 경우, 유니터리 군은 {\displaystyle n\times n} 유니터리 행렬로 구성되는 리 군이다. 즉,
{\displaystyle \operatorname {U} (n)=\{M\in \operatorname {GL} (n,\mathbb {C} )|M^{\dagger }M=1\}}
이다.

### 유니터리 리 대수
유니터리 군 {\displaystyle U(n)}은 {\displaystyle 2n^{2}}차원 실수 리 군이다. 그 리 대수는
{\displaystyle {\mathfrak {u}}(n)={\mathfrak {su}}(n)\oplus {\mathfrak {u}}(1)}
이다. 유니터리 행렬의 로그는 반에르미트 행렬(anti-Hermitian matrix)이므로, {\displaystyle {\mathfrak {u}}(n)}는 반에르미트 행렬로 이루어져 있다.

## 성질

### 군론적 성질
유니터리 군 {\displaystyle \operatorname {U} (n)}의 중심은 다음과 같은 꼴의 대각 행렬이다.
{\displaystyle \lambda 1_{n\times n}\qquad (\lambda \in \mathbb {C} ,\;|\lambda |=1)}
유니터리 행렬의 행렬식은 그 절댓값이 1인 복소수이다. 즉
{\displaystyle \det \colon U(n)\to U(1)}
인 군 준동형이 존재한다. 이에 대한 몫군은 특수 유니터리 군 {\displaystyle SU(n)}이다. 즉, 다음과 같은 짧은 완전열이 존재한다.
{\displaystyle 1\to SU(n)\hookrightarrow U(n){\xrightarrow {\det }}U(1)\to 1}

### 리 이론적 성질
유니터리 군의 극대 원환면은 다음과 같다.
{\displaystyle \{\operatorname {diag} (\lambda _{1},\dots ,\lambda _{n})\colon \lambda _{i}\in \operatorname {U} (1)\}\subset \operatorname {U} (n)}
이에 대하여 유니터리 군의 바일 군은 대칭군 {\displaystyle \operatorname {Sym} (n)}이며, 이는 원환면을 정의하는 기저 집합에 순열로 작용한다.

### 위상수학적 성질
모든 양의 정수 {\displaystyle n\in \mathbb {Z} ^{+}}에 대하여, 유니터리 군 {\displaystyle \operatorname {U} (n)}은 연결 실수 콤팩트 리 군이며, 그 기본군은 무한 순환군이다.
{\displaystyle \pi _{0}(\operatorname {U} (n))=1}
{\displaystyle \pi _{1}(\operatorname {U} (n))=\mathbb {Z} }
유한 차원 유니터리 군은 같은 차원의 복소수 일반선형군과 호모토피 동치이다.
{\displaystyle \operatorname {U} (n)\simeq \operatorname {GL} (n;\mathbb {C} )}
호프 올뭉치
{\displaystyle \operatorname {U} (n)\hookrightarrow \operatorname {U} (n+1)\twoheadrightarrow \mathbb {S} ^{2n+1}}
로 인하여, 만약 {\displaystyle i<2n}이라면
{\displaystyle \pi _{i}(\operatorname {U} (n))\cong \pi _{i}(\operatorname {U} (n+1))}
이다.:112 즉, 유니터리 군의 호모토피 군들은 안정화되며, 안정 호모토피 군들은 다음과 같다.:113
{\displaystyle \pi _{i}(\operatorname {U} (n))={\begin{cases}0&2\mid i\\\mathbb {Z} &2\nmid i\end{cases}}\qquad (i<2n)}
이 주기성을 보트 주기성(영어: Bott periodicity)이라고 한다.
불안정 호모토피 군은 낮은 차원에서는 직접 계산할 수 있으며, 다음과 같다. (굵은 지그재그 아래의 칸들은 안정 호모토피 군, 위의 칸들은 불안정 호모토피 군들이다.
| 군   | π1 | π2 | π3 | π4 | π5 | π6  | π7 | π8 | π9 | π10 | π11 | π12   |
| ---- | -- | -- | -- | -- | -- | --- | -- | -- | -- | --- | --- | ----- |
| U(1) | ℤ  | 0  | 0  | 0  | 0  | 0   | 0  | 0  | 0  | 0   | 0   | 0     |
| U(2) | ℤ  | 0  | ℤ  | ℤ2 | ℤ2 | ℤ12 | ℤ2 | ℤ2 | ℤ3 | ℤ15 | ℤ2  | (ℤ2)2 |
| U(3) | ℤ  | 0  | ℤ  | 0  | ℤ  | ℤ6  |    |    |    |     |     |       |
| U(4) | ℤ  | 0  | ℤ  | 0  | ℤ  | 0   | ℤ  |    |    |     |     |       |
| U(5) | ℤ  | 0  | ℤ  | 0  | ℤ  | 0   | ℤ  | 0  | ℤ  |     |     |       |
| U(6) | ℤ  | 0  | ℤ  | 0  | ℤ  | 0   | ℤ  | 0  | ℤ  | 0   | ℤ   |       |

이에 따라, 다음과 같은 무한 유니터리 군 {\displaystyle \operatorname {U} (\infty )}을 범주론적 쌍대극한으로 정의할 수 있다.
{\displaystyle \operatorname {U} (\infty )=\varinjlim _{n}\operatorname {U} (n)}
무한 유니터리 군의 호모토피 군들은 유한 차원 유니터리 군의 안정 호모토피 군으로 주어진다.
{\displaystyle \pi _{i}(\operatorname {U} (\infty ))={\begin{cases}0&2\mid i\\\mathbb {Z} &2\nmid i\end{cases}}}
이에 따라, 무한 유니터리 군은 스스로의 2차 고리 공간과 호모토피 동치이다.:112, Theorem 1
{\displaystyle \operatorname {U} (\infty )\simeq \Omega ^{2}\operatorname {U} (\infty )}
무한 차원 분해 가능 힐베르트 공간 {\displaystyle {\mathcal {H}}}의 유니터리 군 {\displaystyle \operatorname {U} ({\mathcal {H}})}는 {\displaystyle \operatorname {U} (\infty )}와 다르다. 작용소 노름에 의한 위상을 주었을 때, {\displaystyle \operatorname {U} ({\mathcal {H}})}는 축약 가능 공간이며, 따라서 모든 호모토피 군이 자명하다.
{\displaystyle \pi _{i}(\operatorname {U} ({\mathcal {H}}))=0\quad \forall i}

### 포함 관계
유니터리 군 U(1)은 원군이다. 이는 1차원 콤팩트 아벨 군이며, SO(2)와 같다. 이는 위상수학적으로 원 {\displaystyle \mathbb {S} ^{1}}이다.

## 같이 보기
- 특수 유니터리 군
- 직교군